# فیبی ابیمیکومو
فیبی ابیمیکومو (انگلیسی: Phoebe Ebimiekumo؛ زادهٔ ۱۷ ژانویهٔ ۱۹۷۴) بازیکن فوتبال اهل نیجریه است.
وی همچنین در تیم ملی فوتبال زنان نیجریه بازی کرده‌است.